# Kenny Bruun Olsen
Kenny Bruun Olsen (født 29. august 1962) er elektriker og dansk politiker, der i perioden 14. januar 2013 til 1. januar 2014 har været borgmester i Fredericia Kommune, valgt for Venstre. Han overtog posten efter at Thomas Banke måtte træde tilbage.
Kenny Bruun Olsen er uddannet elektriker og var indtil 2010 selvstændig med Lillebælt El apS. Frem til sin tiltræden som borgmester var han afdelingsleder hos ATEA i Kolding. Han blev valgt til byrådet i 2009.
Han er siden 1985 gift med Marianne Rex Lindskov Olsen, med hvem han har fem børn.
Til kommunalvalget i 2013 fik Kenny Bruun Olsen 1851 personlige stemmer og blev ikke genvalgt til borgmester i Fredericia Kommune, men han sidder dog stadig i Fredericia Byråd for Venstre. Han blev efterfulgt på borgmesterposten af socialdemokraten Jacob Bjerregaard.